# Danmark (Uppsala)
Danmark is een plaats in de gemeente Uppsala in het landschap Uppland en de provincie Uppsala län in Zweden. De plaats heeft 94 inwoners (2005) en een oppervlakte van 10 hectare.